# Upphörda kommunvapen i Estland
Ett galleri över tidigare, numera upphörda kommunvapen i Estland. För Estlands nuvarande kommunvapen, se kommunvapen i Estland. Städer är markerade med fet stil.

## Harjumaa(Harrien)

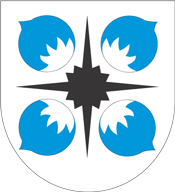
Aegviidu köping (?–2017) numera del av Anija kommun
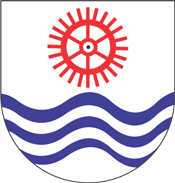
Kehra stad (1993–2002) numera del av Anija kommun
Keila kommun (1997–2017) numera del av Lääne-Harju kommun
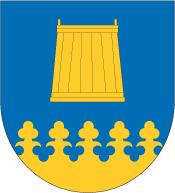
Kernu kommun (1997–2017) numera del av Saue kommun
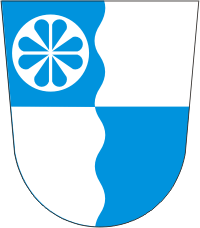
Kose kommun (1997–2013) numera ersatt med annat vapen
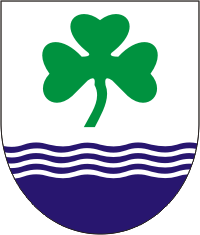
Kuusalu kommun (1998–2005) numera ersatt med annat vapen
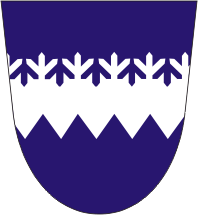
Kõue kommun (1995–2013) numera del av Kose kommun
Loksa kommun (1997–2005) numera del av Kuusalu kommun
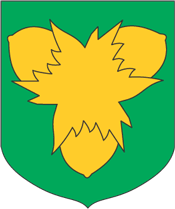
Nissi kommun (1994–2017) numera del av Saue kommun
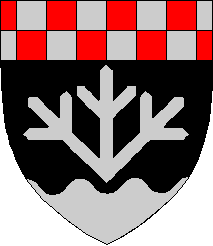
Padis kommun (1992–2017) numera del av Lääne-Harju kommun
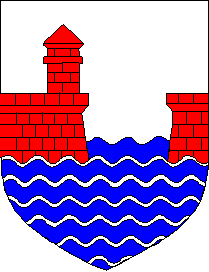
Paldiski stad (1994–2017) numera del av Lääne-Harju kommun
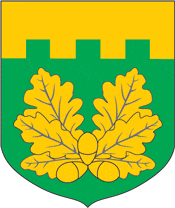
Saue stad (1997–2017) numera del av Saue kommun
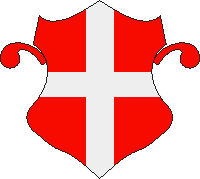
Saue kommun numera ersatt med annat vapen
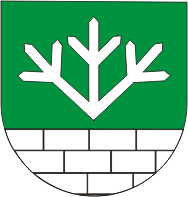
Vasalemma kommun (1992–2017) numera del av Lääne-Harju kommun

## Hiiumaa(Dagö)

Emmaste kommun (1996–2017) numera del av Dagö kommun
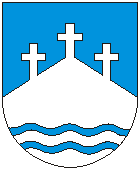
Kõrgessaare kommun (1994–2013) numera del av Dagö kommun
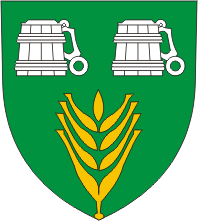
Käina kommun (1995–2017) numera del av Dagö kommun
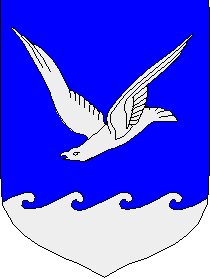
Kärrdals stad (1992–2013) numera del av Dagö kommun
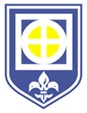
Pühalepa kommun (?–2017) numera del av Dagö kommun

## Ida-Virumaa(Östra Wierland)

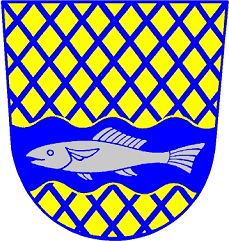
Alajõe kommun (1996–2017) numera del av Alutaguse kommun
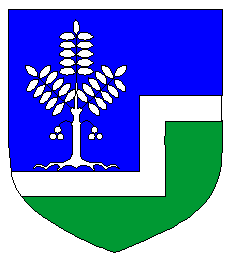
Aseri kommun (1994–2017) numera del av Viru-Nigula kommun
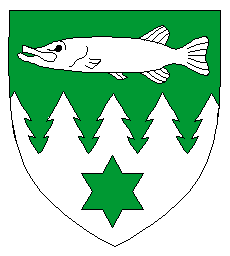
Avinurme kommun (1992–2017) numera del av Mustvee kommun
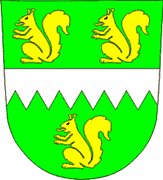
Iisaku kommun (1994–2017) numera del av Alutaguse kommun
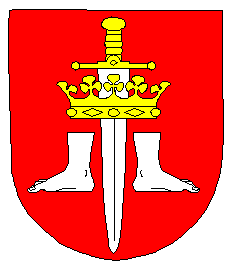
Illuka kommun (1993–2017) numera del av Alutaguse kommun
Jõhvi stad (1992–2005) numera vapen för Jõhvi kommun
Jõhvi kommun (?–2005) numera ersatt med Jõhvi stads dåvarande vapen
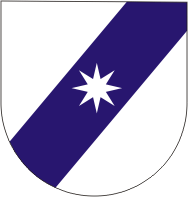
Kiviõli stad (1992–2017) numera del av Lüganuse kommun
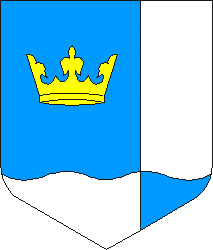
Kohtla kommun (1997–2017) numera del av Toila kommun
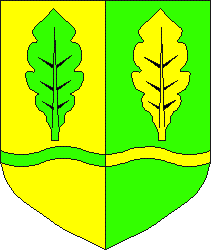
Kohtla-Nõmme köping (1997–2017) numera del av Toila kommun
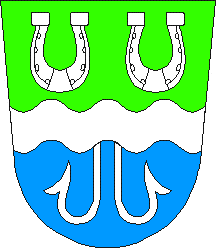
Lohusuu kommun (1997–2017) numera del av Mustvee kommun
Lüganuse kommun (1997–2013) då ersatt med Maidla kommuns dåvarande vapen, numera ersatt med annat vapen
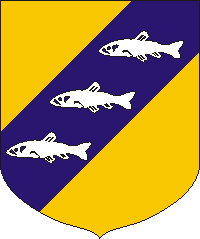
Maidla kommun (1994–2013) Lüganuse kommun (2013–2017)
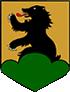
Mäetaguse kommun (?–2017) numera del av Alutaguse kommun
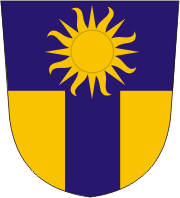
Narva-Jõesuu stad (1994–2017) numera ersatt med Vaivara kommuns dåvarande vapen
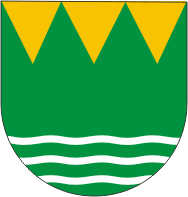
Püssi stad (1993–2013) numera del av Lüganuse kommun
Sonda kommun (1996–2017) numera del av Lüganuse kommun
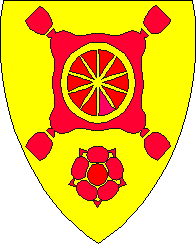
Tudulinna kommun (1997–2017) numera del av Alutaguse kommun
Vaivara kommun (1993–2017) numera vapen för Narva-Jõesuu stad

## Jõgevamaa

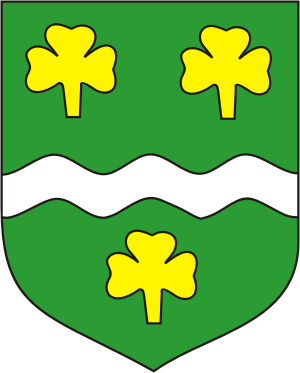
Jõgeva stad (1994–2017) numera del av Jõgeva kommun
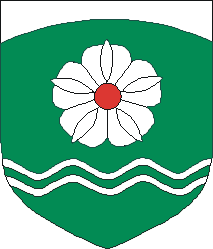
Jõgeva kommun (1995–2017) numera ersatt med annat vapen
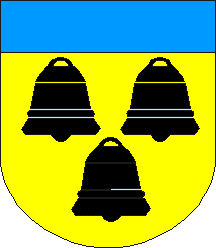
Kasepää kommun (1999–2017) numera del av Mustvee kommun
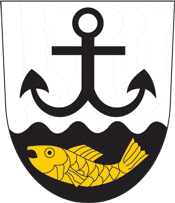
Mustvee stad (1993–2017) numera del av Mustvee kommun
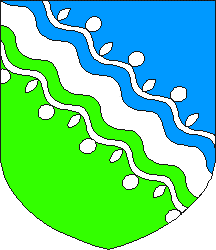
Pajusi kommun (1997–2017) numera delad mellan Põltsamaa kommun och Jõgeva kommun
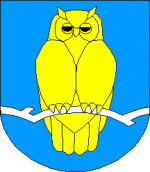
Pala kommun (1997–2017) numera del av Peipsiääre kommun
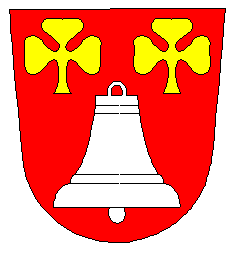
Palamuse kommun (1994–2017) numera del av Jõgeva kommun
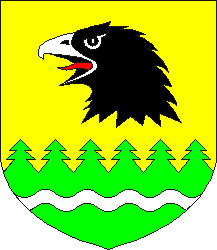
Puurmani kommun (2000–2017) numera delad mellan Põltsamaa kommun och Jõgeva kommun
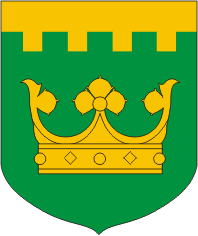
Põltsamaa stad (1997–2017) numera del av Põltsamaa kommun
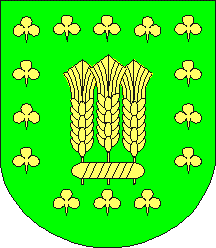
Põltsamaa kommun (1998–2017) numera ersatt med annat vapen
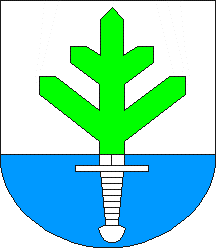
Saare kommun (1996–2017) numera del av Mustvee kommun
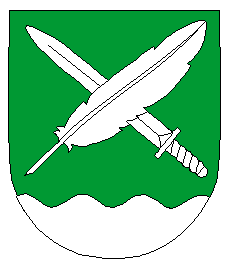
Tabivere kommun (1996–2017) numera del av Tartu kommun
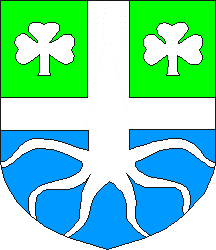
Torma kommun (1998–2017) numera delad mellan Jõgeva kommun och Mustvee kommun

## Järvamaa(Jerwen)

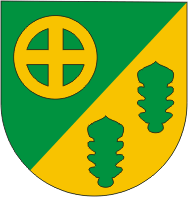
Albu kommun (1994–2017) numera del av Järva kommun
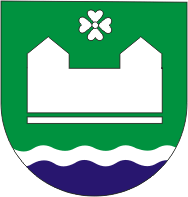
Ambla kommun (1995–2017) numera del av Järva kommun
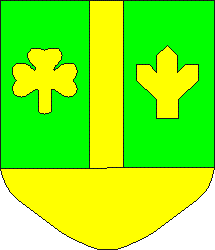
Imavere kommun (1996–2017) numera del av Järva kommun
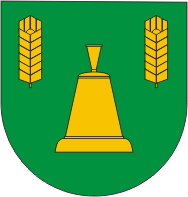
Järva-Jaani kommun (1998–2017) numera del av Järva kommun
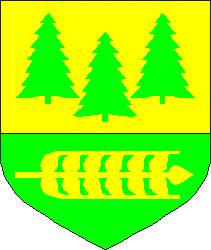
Kabala kommun (?–2005) numera del av Türi kommun
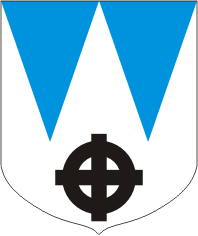
Kareda kommun (1992–2017) numera del av Järva kommun
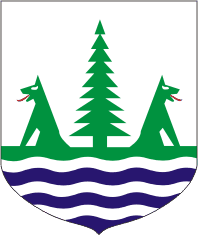
Koeru kommun (1995–2017) numera del av Järva kommun
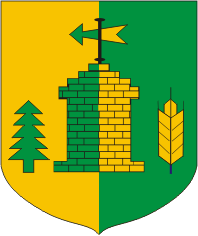
Koigi kommun (1995–2017) numera del av Järva kommun
Lehtse kommun (1995–2005) numera del av Tapa kommun
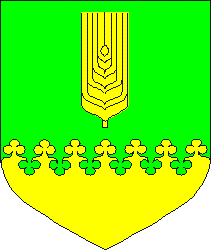
Oisu kommun (1995–2005) numera del av Türi kommun
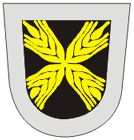
Paide kommun (1995–2017) numera del av Paide stad
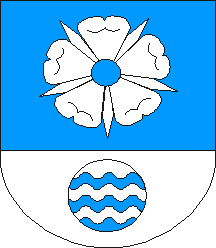
Roosna-Alliku kommun (1995–2017) numera del av Paide stad
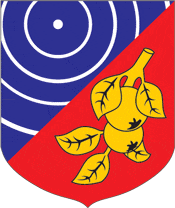
Türi stad (1992–2005) numera del av Türi kommun
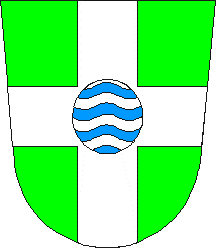
Türi kommun (1995–2005) numera ersatt med annat vapen
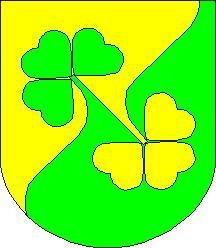
Väätsa kommun (1995–2017) numera del av Türi kommun

## Läänemaa(Wiek)

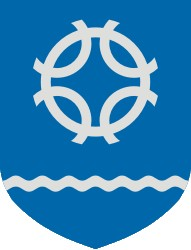
Hanila kommun (1995–2017) numera del av Lääneranna kommun
Hapsals stad (1994–2018) numera ersatt med annat vapen
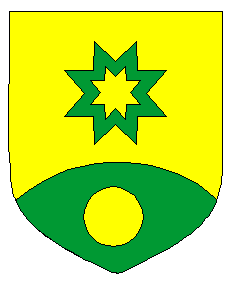
Kullamaa kommun (1995–2017) numera del av Lääne-Nigula kommun
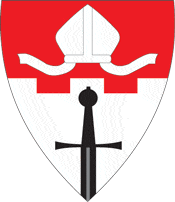
Lihula stad (1996–1999) Lihula kommun (1999–2017) numera del av Lääneranna kommun
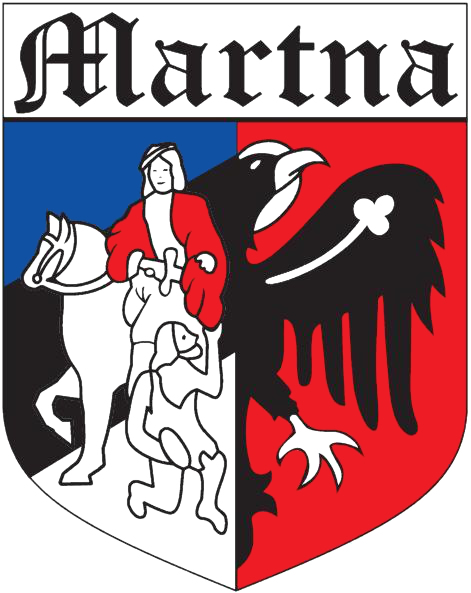
Martna kommun (2010–2017) numera del av Lääne-Nigula kommun
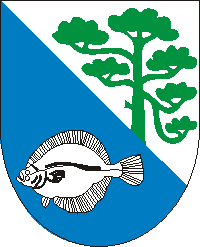
Neve kommun (1997–2017) numera del av Lääne-Nigula kommun
Nuckö (1995–2017) numera del av Lääne-Nigula kommun
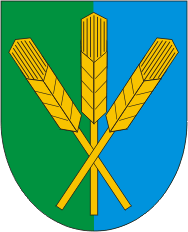
Oru kommun (1998–2013) numera del av Lääne-Nigula kommun
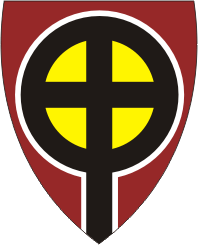
Ridala kommun (2000–2017) numera del av Hapsals stad
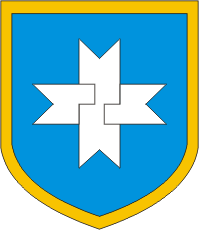
Risti kommun (1998–2013) numera del av Lääne-Nigula kommun
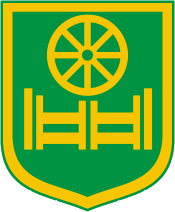
Taebla kommun (2004–2013) numera del av Lääne-Nigula kommun

- Lihula stad
(1996–1999)
Lihula kommun
(1999–2017)
numera del av Lääneranna kommun
- Martna kommun
(2010–2017)
numera del av Lääne-Nigula kommun
- Neve kommun
(1997–2017)
numera del av Lääne-Nigula kommun
- Nuckö
(1995–2017)
numera del av Lääne-Nigula kommun
- Oru kommun
(1998–2013)
numera del av Lääne-Nigula kommun
- Ridala kommun
(2000–2017)
numera del av Hapsals stad
- Risti kommun
(1998–2013)
numera del av Lääne-Nigula kommun
- Taebla kommun
(2004–2013)
numera del av Lääne-Nigula kommun

## Lääne-Virumaa(Västra Wierland)

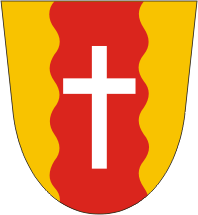
Avanduse kommun (1994–2005) numera del av Väike-Maarja kommun
Kunda stad (1994–2017) numera del av Viru-Nigula kommun
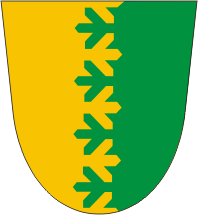
Laekvere kommun (1995–2017) numera del av Vinni kommun
Rakke kommun (1994–2017) numera del av Väike-Maarja kommun
Rakvere kommun (1993–2017) numera ersatt med Sõmeru kommuns dåvarande vapen
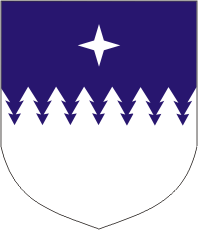
Rägavere kommun (1994–2017) numera del av Vinni kommun
Saksi kommun (1998–2005) numera uppdelad mellan Tapa kommun och Kadrina kommun
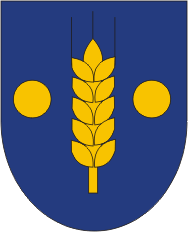
Sõmeru kommun (1993–2017) numera vapen för Rakvere kommun
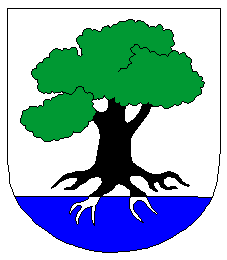
Tamsalu stad (?–2005) Tamsalu kommun (2005–2017) numera del av Tapa kommun
Tamsalu kommun (1993–2005) numera del av Tapa kommun
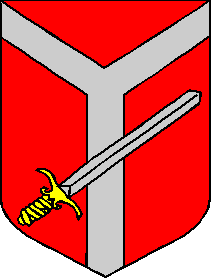
Tapa stad (1992–2005) numera del av Tapa kommun
Tapa kommun (2005–2017) numera ersatt med annat vapen
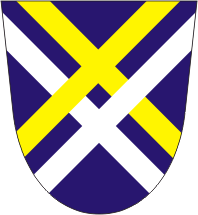
Vihula kommun (1996–2017) numera del av Haljala kommun
Võsu köping (1998–1999) numera del av Haljala kommun

- Tamsalu stad
(?–2005)
Tamsalu kommun
(2005–2017)
numera del av Tapa kommun
- Tamsalu kommun
(1993–2005)
numera del av Tapa kommun
- Tapa stad
(1992–2005)
numera del av Tapa kommun
- Tapa kommun
(2005–2017)
numera ersatt med annat vapen
- Vihula kommun
(1996–2017)
numera del av Haljala kommun
- Võsu köping
(1998–1999)
numera del av Haljala kommun

## Põlvamaa

Ahja kommun (1996–2017) numera del av Põlva kommun
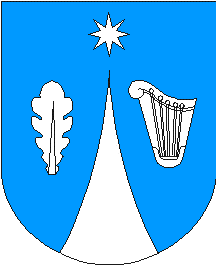
Kanepi kommun (1997–2017) numera ersatt med annat vapen
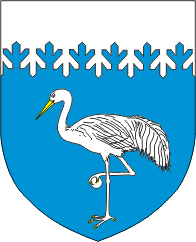
Kõlleste kommun (2003–2017) numera del av Kanepi kommun
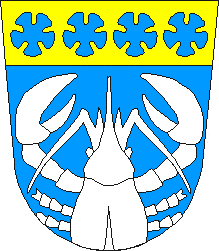
Laheda kommun (1995–2017) numera del av Põlva kommun
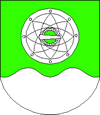
Mikitamäe kommun (1994–2017) numera del av Setomaa kommun
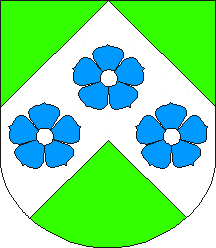
Mooste kommun (1998–2017) numera del av Põlva kommun
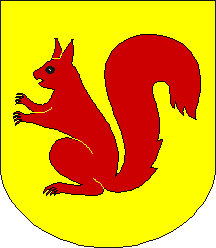
Orava kommun (1999–2017) numera del av Võru kommun
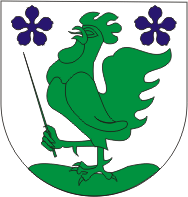
Põlva stad (1995–2013) Põlva kommun (2013–2018) numera ersatt med annat vapen
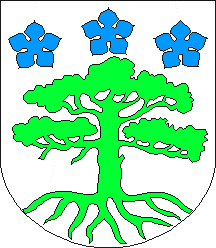
Põlva kommun (1995–2013) ersatt med Põlva stads dåvarande vapen
Räpina stad (2000–2002) numera vapen för Räpina kommun
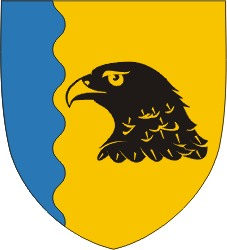
Valgjärve kommun (2005–2017) numera del av Kanepi kommun
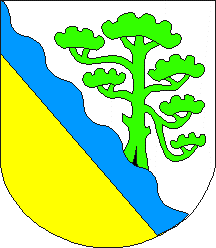
Vastse-Kuuste kommun (1998–2017) numera del av Põlva kommun
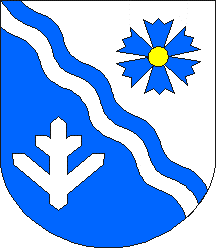
Veriora kommun (1999–2017) numera del av Räpina kommun
Värska kommun (?–2017) numera del av Setomaa kommun

- Põlva stad
(1995–2013)
Põlva kommun
(2013–2018)
numera ersatt med annat vapen
- Põlva kommun
(1995–2013)
ersatt med Põlva stads dåvarande vapen
- Räpina stad
(2000–2002)
numera vapen för Räpina kommun
- Valgjärve kommun
(2005–2017)
numera del av Kanepi kommun
- Vastse-Kuuste kommun
(1998–2017)
numera del av Põlva kommun
- Veriora kommun
(1999–2017)
numera del av Räpina kommun
- Värska kommun
(?–2017)
numera del av Setomaa kommun

## Pärnumaa

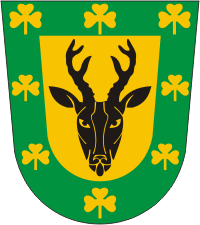
Are kommun (1998–2017) numera del av Tori kommun
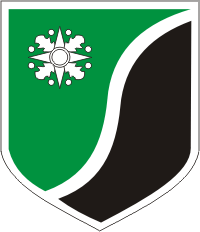
Audru kommun (1994–2017) numera del av Pärnu stad
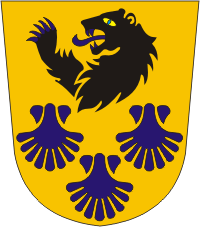
Halinga kommun (1994–2017) numera del av Põhja-Pärnumaa kommun
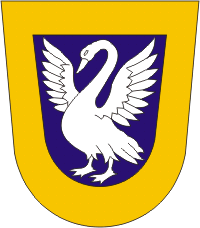
Kaisma kommun (1995–2009) numera del av Põhja-Pärnumaa kommun
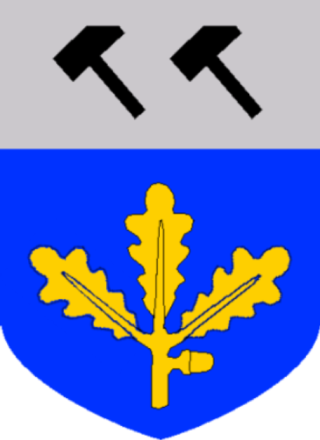
Kilingi-Nõmme stad (1995–2005) numera del av Saarde kommun
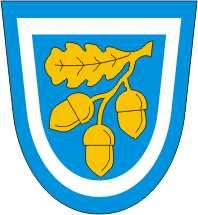
Koonga kommun (1996–2017) numera del av Lääneranna kommun
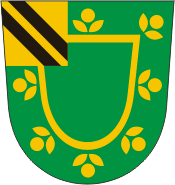
Lavassaare köping (2004–2013) numera del av Pärnu stad
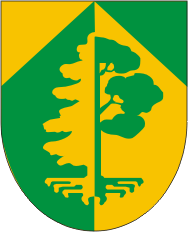
Paikuse kommun (1995–2017) numera del av Pärnu stad
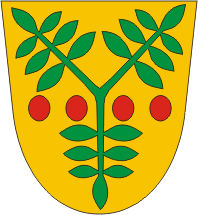
Saarde kommun (1994–2005) numera ersatt med annat vapen
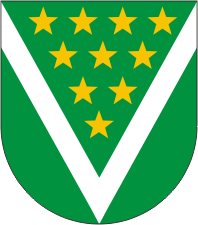
Sauga kommun (1996–2017) numera del av Tori kommun
Sindi stad (1997–2017) numera del av Tori kommun
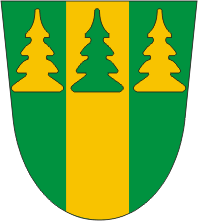
Surju kommun (1996–2017) numera del av Saarde kommun
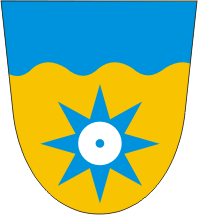
Tahkuranna kommun (1995–2017) numera del av Häädemeeste kommun
Tali kommun (1993–2005) numera del av Saarde kommun
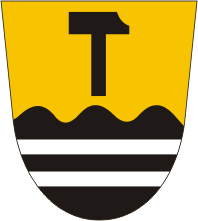
Tootsi köping (1999–2017) numera del av Põhja-Pärnumaa kommun
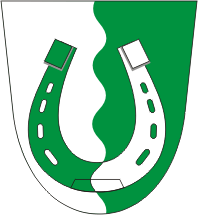
Tori kommun (1996–2017) numera ersatt med annat vapen
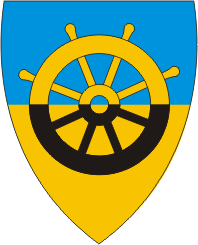
Tõstamaa kommun (1997–2017) numera del av Pärnu stad
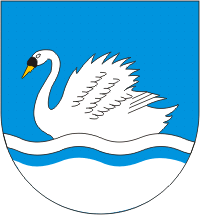
Varbla kommun (1996–2017) numera del av Lääneranna kommun
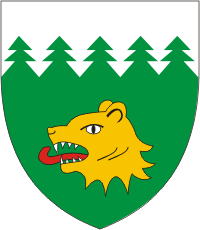
Vändra köping (1999–2017) numera del av Põhja-Pärnumaa kommun
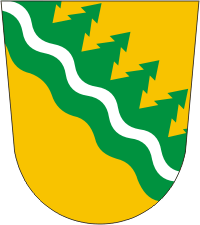
Vändra kommun (1996–2017) numera del av Põhja-Pärnumaa kommun

## Raplamaa

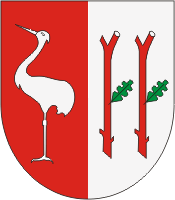
Juuru kommun (1998–2017) numera del av Rapla kommun
Järvakandi köping (1999–2017) numera del av Kehtna kommun
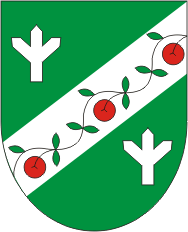
Kaiu kommun (1996–2017) numera del av Rapla kommun
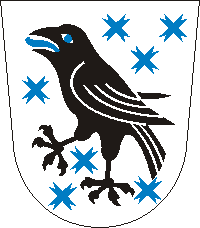
Kehtna kommun (1995–2017) numera ersatt med annat vapen
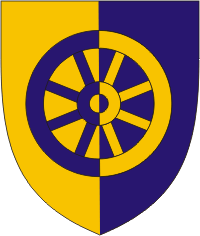
Käru kommun (1992–2017) numera del av Türi kommun
Loodna kommun (1996–2002) numera del av Märjamaa kommun
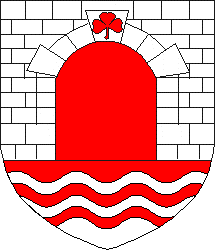
Märjamaa köping (1996–2002) numera del av Märjamaa kommun
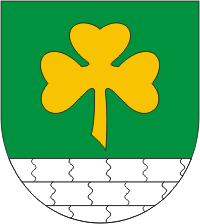
Raikküla kommun (1997–2017) numera delad mellan Rapla kommun och Märjamaa kommun
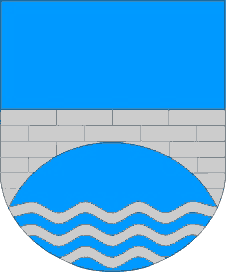
Rapla stad (?–2002) Rapla kommun (2003–2017) numera ersatt med annat vapen
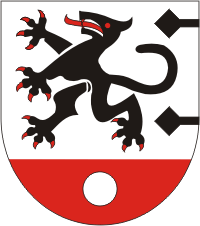
Vigala kommun (1993–2017) numera del av Märjamaa kommun

- Rapla stad
(?–2002)
Rapla kommun
(2003–2017)
numera ersatt med annat vapen
- Vigala kommun
(1993–2017)
numera del av Märjamaa kommun

## Saaremaa(Ösel)

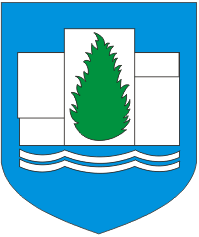
Kaarma kommun (1993–2014) numera del av Ösels kommun
Kihelkonna kommun (1997–2017) numera del av Ösels kommun
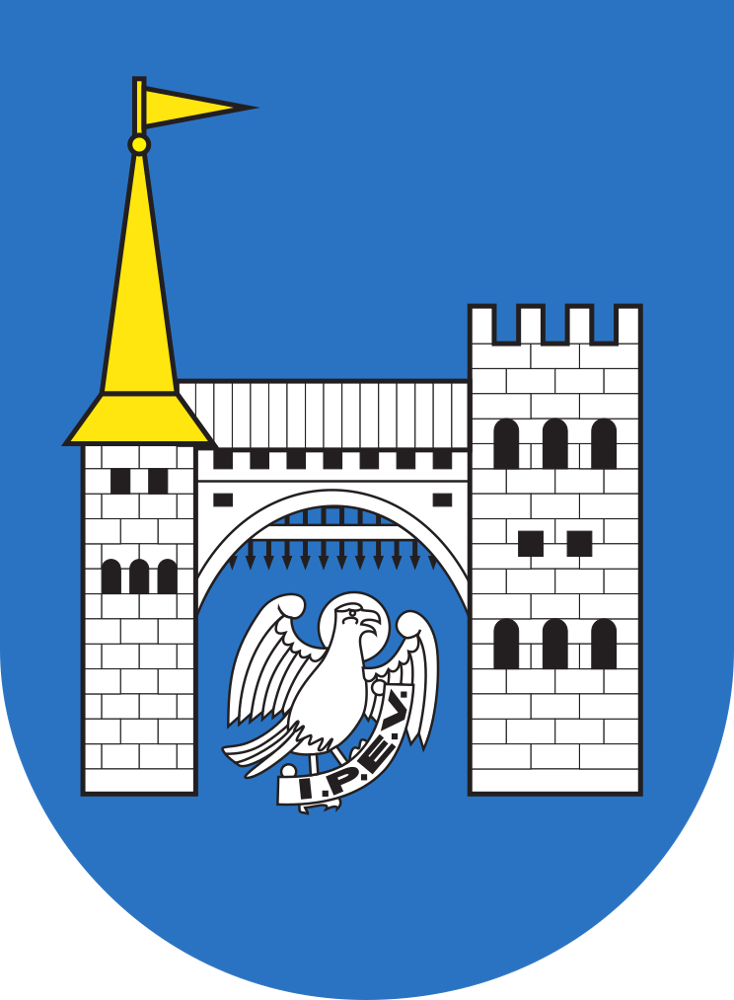
Kuressaare stad (1992–2017) numera del av Ösels kommun
Kuressaare kommun (1995–1999) numera del av Ösels kommun
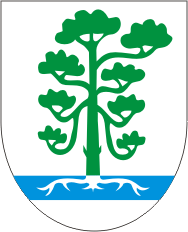
Kärla kommun (1997–2014) numera del av Ösels kommun
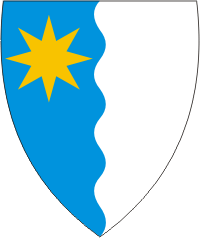
Laimjala kommun (1996–2017) numera del av Ösels kommun
Leisi kommun (1996–2017) numera del av Ösels kommun
Lääne-Saare kommun (2014–2017) numera del av Ösels kommun
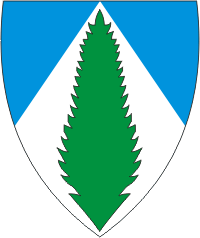
Lümanda kommun (1993–2014) numera del av Ösels kommun
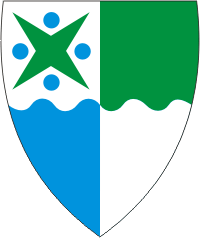
Mustjala kommun (1998–2017) numera del av Ösels kommun
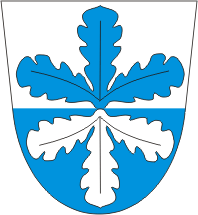
Orissaare kommun (1995–2017) numera del av Ösels kommun
Pihtla kommun (1997–2017) numera del av Ösels kommun
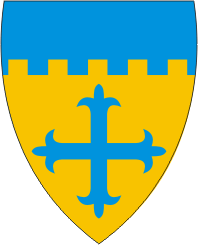
Pöide kommun (1995–2017) numera del av Ösels kommun
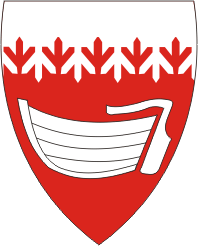
Salme kommun (1995–2017) numera del av Ösels kommun
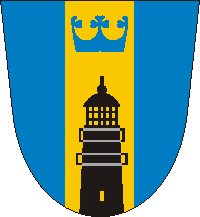
Torgu kommun (2002–2017) numera del av Ösels kommun
Valjala kommun (1996–2017) numera del av Ösels kommun

## Tartumaa

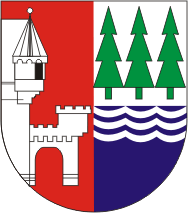
Alatskivi (1992-2017) numera del av Peipsiääre kommun
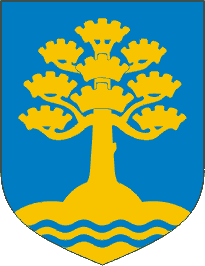
Elva stad (2000–2017) numera del av Elva kommun
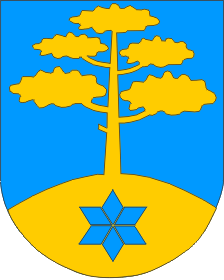
Haaslava kommun (1995–2017) numera del av Kastre kommun
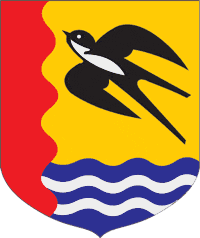
Kallaste stad (1998-2017) numera del av Peipsiääre kommun
Kambja kommun numera ersatt med ett annat vapen
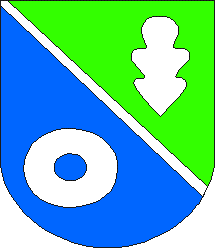
Konguta kommun (1996-2017) numera del av Elva kommun
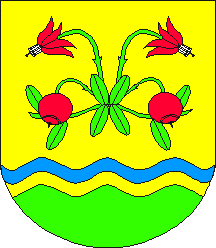
Laeva kommun (1998-2017) numera del av Tartu kommun
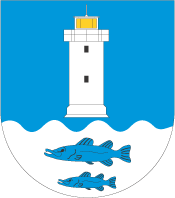
Meeksi kommun (2002-2017) numera delad mellan Räpina kommun och Kastre kommun
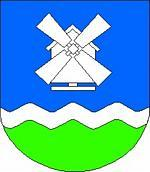
Mäksa kommun (1997-2017) numera del av Kastre kommun
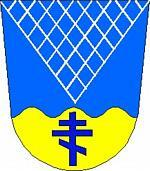
Peipsiääre kommun (1998-2017) numera ersatt med ett annat vapen
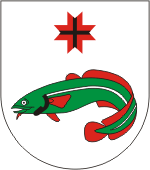
Piirissaare kommun (1997-2017) numera del av Tartu kommun
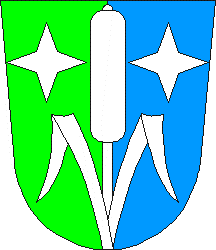
Puhja kommun (1998-2017) numera del av Elva kommun
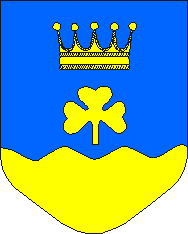
Rannu kommun (1994-2017) numera del av Elva kommun
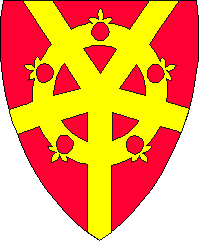
Rõngu kommun (1996-2017) numera del av Elva kommun
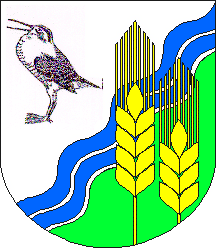
Tähtvere kommun (1998-2017) numera del av Tartu stad
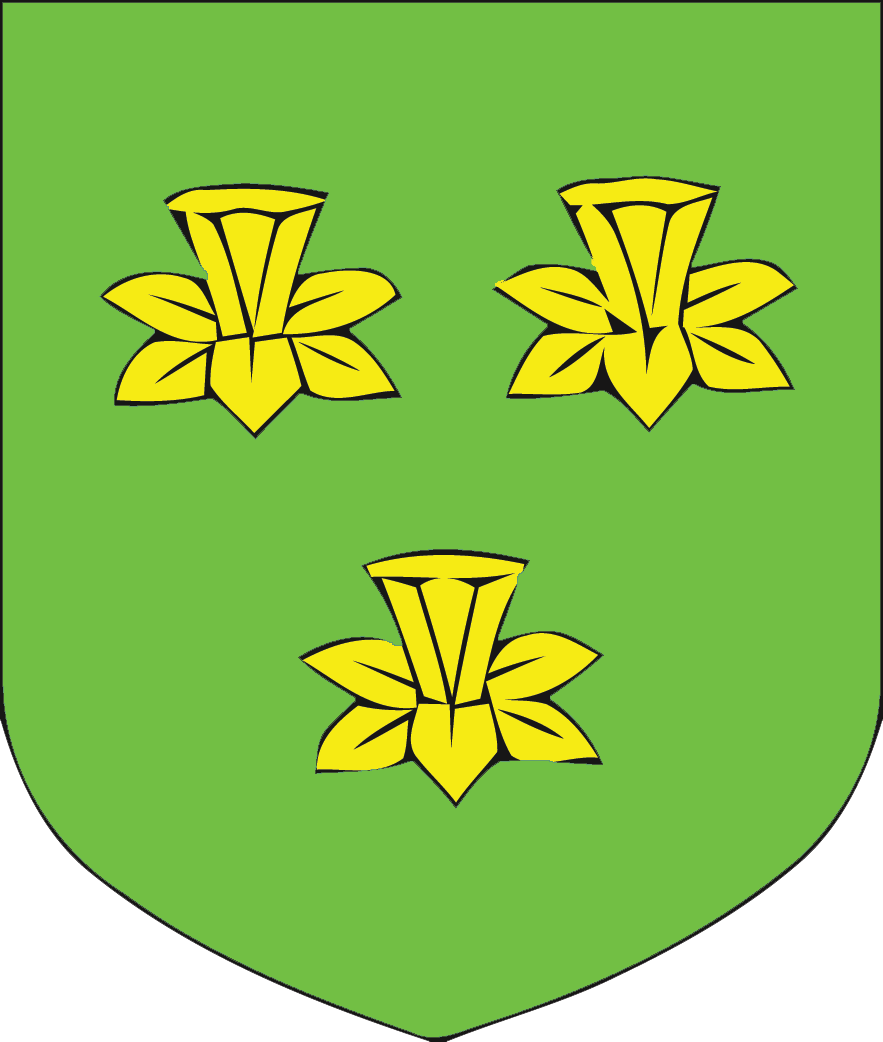
Vara kommun (1996-2017) numera del av Peipsiääre kommun
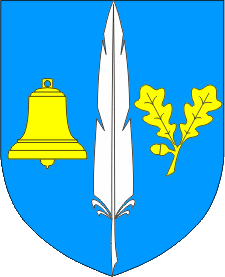
Võnnu kommun (2000-2017) numera del av Kastre kommun
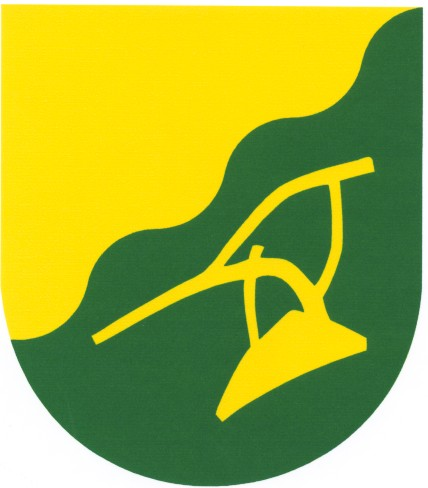
Ülenurme kommun (2000-2017) numera del av Kambja kommun

## Valgamaa

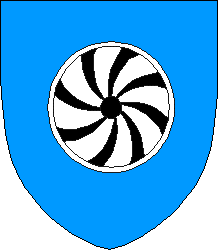
Helme kommun (1994–2017) numera del av Tõrva kommun
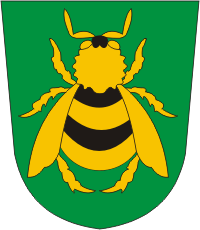
Hummuli kommun (1994–2017) numera del av Tõrva kommun
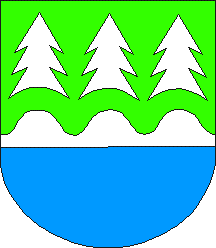
Karula kommun (1994–2017) numera del av Valga kommun
Otepää stad (1992–1999) numera vapen för Otepää kommun
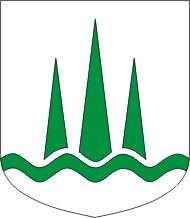
Palupera kommun (2004–2017) numera delad mellan Otepää kommun och Elva kommun
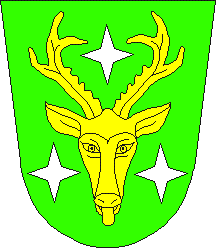
Puka kommun (1995–2017) numera delad mellan Otepää kommun, Tõrva kommun och Elva kommun
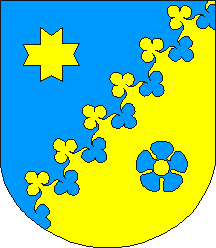
Põdrala kommun (1995–2017) numera del av Tõrva kommun
Pühajärve kommun (1996–1999) numera del av Otepää kommun
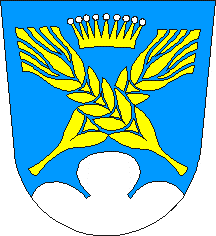
Sangaste kommun (1994–2017) numera del av Otepää kommun
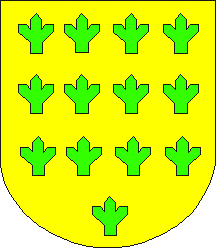
Taheva kommun (1996–2017) numera del av Valga kommun
Tõlliste kommun (1994–2017) numera del av Valga kommun
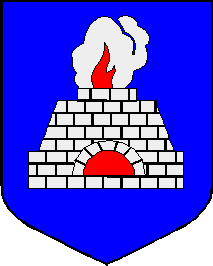
Tõrva stad (1992–2017) numera vapen för Tõrva kommun
Valga stad (1997–2017) numera del av Valga kommun
Õru kommun (1997–2017) numera del av Valga kommun

## Viljandimaa

Abja kommun (2004–2017) numera del av Mulgi kommun
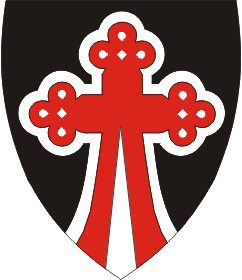
Halliste kommun (2003–2017) numera del av Mulgi kommun
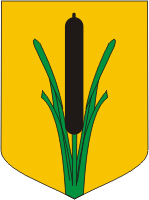
Karksi-Nuia stad (1995–1999) Karksi kommun (1999-2017) numera del av Mulgi kommun
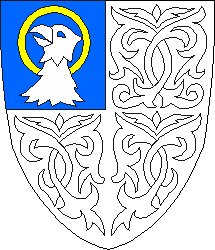
Kolga-Jaani kommun (1995–2017) numera del av Viljandi kommun
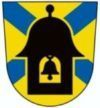
Kõo kommun (?–2017) numera del av Põhja-Sakala kommun
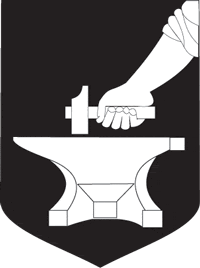
Mõisaküla stad (1994–2017) numera del av Mulgi kommun; den nya storkommunen använde tillfälligt detta vapen till dess att ett nytt valdes ut
Paistu kommun (1994–2013) numera del av Viljandi landskommun
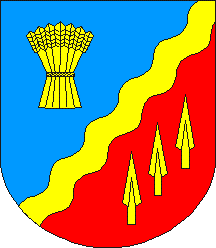
Pärsti kommun (1996–2013) numera del av Viljandi kommun
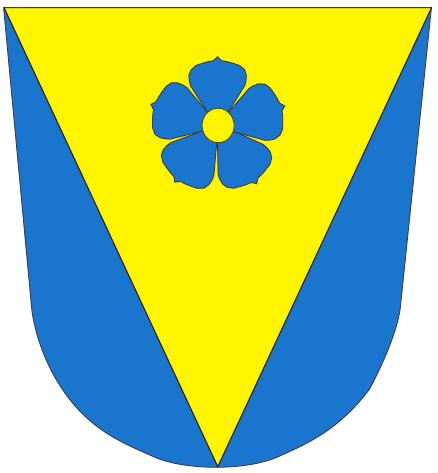
Saarepeedi kommun (?–2013) numera del av Viljandi kommun
Suure-Jaani stad (1995–2005) Suure-Jaani kommun (2005-2017) numera vapen för Põhja-Sakala kommun
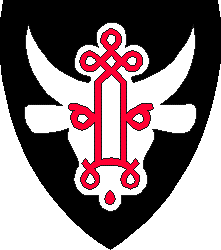
Tarvastu kommun (1997–2017) numera del av Viljandi kommun
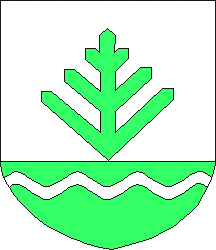
Vastemõisa kommun (?–2005) numera del av Suure-Jaani kommun
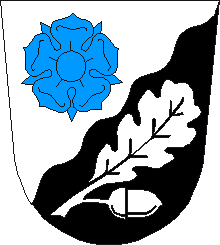
Viiratsi kommun (1995–2013) numera del av Viljandi kommun
Võhma stad (1995–2017) numera del av Põhja-Sakala kommun

- Karksi-Nuia stad
(1995–1999)
Karksi kommun
(1999-2017)
numera del av Mulgi kommun
- Kolga-Jaani kommun
(1995–2017)
numera del av Viljandi kommun
- Kõo kommun
(?–2017)
numera del av Põhja-Sakala kommun
- Mõisaküla stad
(1994–2017)
numera del av Mulgi kommun; den nya storkommunen använde tillfälligt detta vapen till dess att ett nytt valdes ut
- Paistu kommun
(1994–2013)
numera del av Viljandi landskommun
- Pärsti kommun
(1996–2013)
numera del av Viljandi kommun
- Saarepeedi kommun
(?–2013)
numera del av Viljandi kommun
- Suure-Jaani stad
(1995–2005)
Suure-Jaani kommun
(2005-2017)
numera vapen för Põhja-Sakala kommun
- Tarvastu kommun
(1997–2017)
numera del av Viljandi kommun
- Vastemõisa kommun
(?–2005)
numera del av Suure-Jaani kommun
- Viiratsi kommun
(1995–2013)
numera del av Viljandi kommun
- Võhma stad
(1995–2017)
numera del av Põhja-Sakala kommun

## Võrumaa

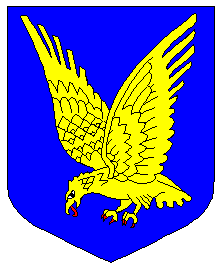
Antsla kommun (2000–2017) numera ersatt med annat vapen
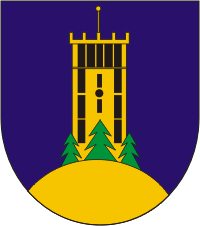
Haanja kommun (1997–2017) numera del av Rõuge kommun
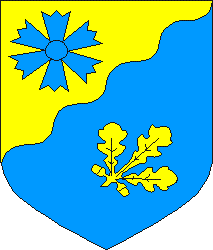
Lasva kommun (1996–2017) numera del av Võru kommun
Meremäe kommun (1996–2017) numera del av Setomaa kommun
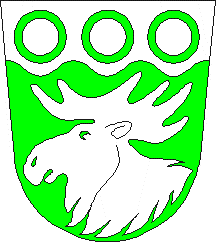
Misso kommun (1994–2017) numera delad mellan Rõuge kommun och Setomaa kommun
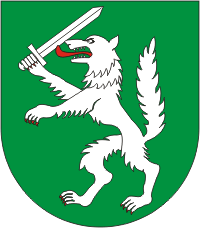
Mõniste kommun (1997–2017) numera del av Rõuge kommun
Rõuge kommun (1999–2017) numera ersatt med annat vapen
Setomaa kommun (2018–2020) numera ersatt med annat vapen
Sõmerpalu kommun (1997–?) numera del av Võru kommun
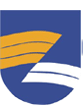
Sõmerpalu kommun (?–2017) numera del av Võru kommun
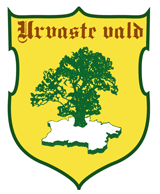
Urvaste kommun (?–2017) numera del av Antsla kommun
Varstu kommun (2002–2017) numera del av Rõuge kommun
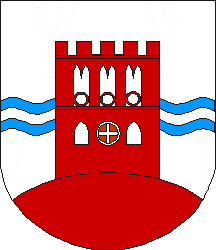
Vastseliina kommun (1999–2017) numera del av Võru kommun
Võru kommun (1999–2017) numera ersatt med annat vapen